# Руггелль (футбольный клуб)
«Ругге́лль» (нем. Fußballclub Ruggell) — лихтенштейнский футбольный клуб из города Руггелль. Выступает в швейцарской третьей лиге — седьмом уровне футбольной пирамиды. Клуб основан в 1958 году. Домашние матчи команда проводит на стадионе «Фрайцайтпарк Видау». 

## Достижения
Кубок Лихтенштейна
- Финалист (7 раз): 1963, 1973, 1978, 1981, 2001, 2007, 2019
- Полуфиналист (11 раз): 1964, 1968 (4-е место),[1] 1975, 1980, 1982, 1985, 1986, 2006, 2008, 2014, 2020[2]